# Lalibela (cidade)

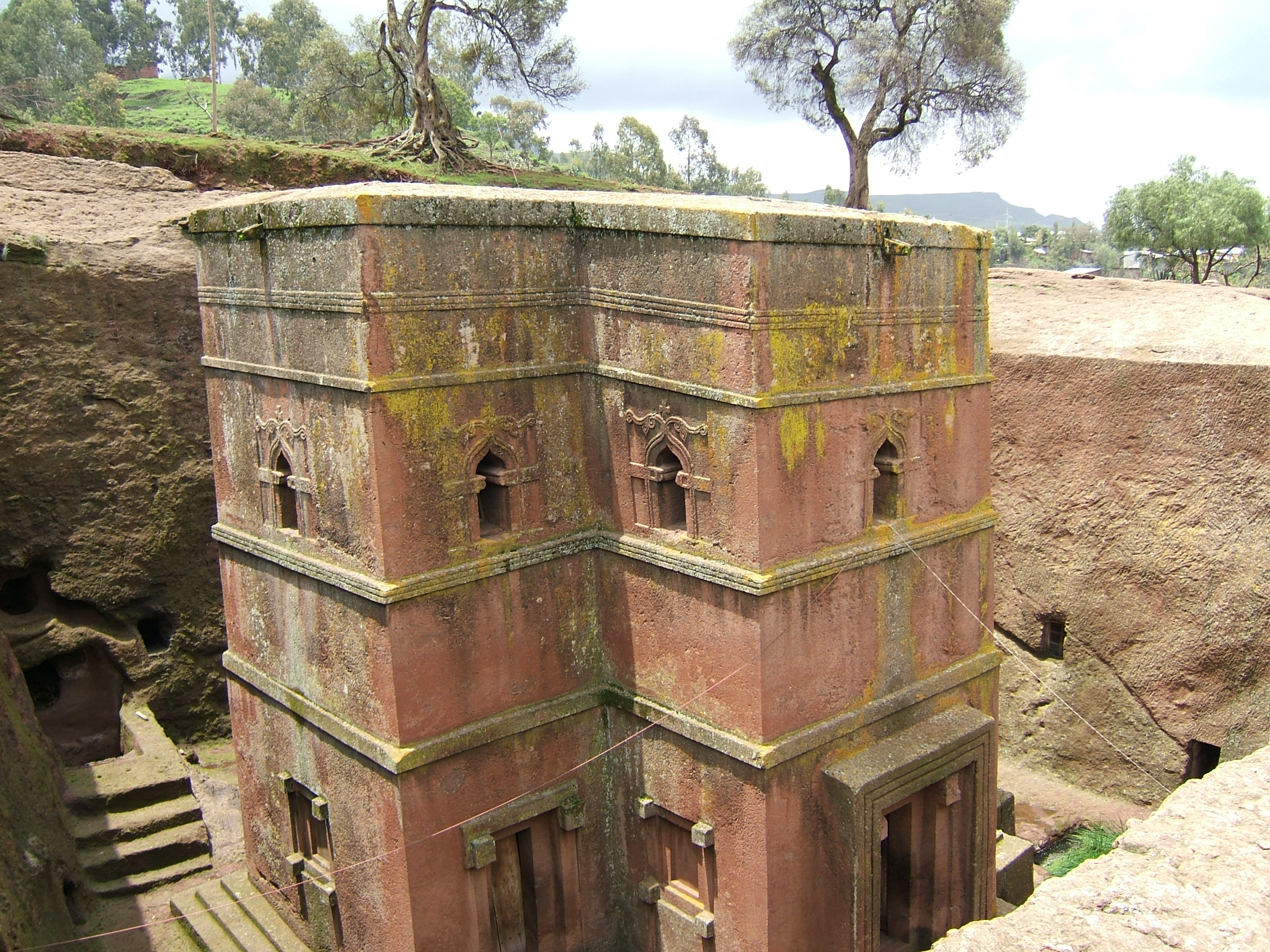
Uma das inúmeras igrejas localizadas na cidade de Lalibela

Lalibela (em amárico: ላሊበላ) é uma cidade em Amhara, norte da Etiópia, onde se encontram igrejas monolíticas, esculpidas na rocha viva, por ordem do rei Lalibela (século XII da era cristã). A cidade oferece um vislumbre da civilização medieval na Etiópia. 
Àquela altura, os cristãos tinham por tradição visitar ao menos uma vez na vida a cidade de Jerusalém (como hoje os muçulmanos fazem com a cidade de Meca, seu centro religioso). Como Jerusalém estava dominada pelos árabes, os cristãos não podiam exercer essa tradição. Assim, enquanto os católicos europeus passaram a se voltar para Roma (até hoje, ocorrem peregrinações à cidade italiana a cada 25 anos, nos anos terminados em 0, 25, 50 e 75, de cada século), Lalibela decidiu construir uma réplica de Jerusalém em seu reino. A Etiópia tem uma das mais antigas tradições cristãs. Para seus fiéis, de tradição copta, a peregrinação a Lalibela tem o caráter de uma viagem a Jerusalém.
Trata-se de uma das cidades mais sagradas da para a Igreja Ortodoxa Etíope, junto com Axum.